# Вагнер Моура
Вагнер Манисоба де Моура (порт. Wagner Maniçoba de Moura; Салвадор, Баија; рођен, 27. јуна 1976), познатији као Вагнер Моура (порт. Wagner Moura), бразилски је филмски, телевизијски и позоришни глумац, редитељ, музичар и новинар. Постао је надалеко познат по улози капетана (касније пуковника) Роберта Насимента, главног јунака изузетно успешног бразилског филма из 2007. године, Елитна јединица и његовог наставка, Елитна јединица 2. Још већу светску популарност стекао је играјући улогу Спајдера у научно фантастичном филму Елизијум из 2013. године и Пабла Ескобара у ТВ серији Наркос.
Често сарађује са режисером Жозе Падиљом на филмским пројектима. 
Номинован је за награду Златни глобус за најбољег главног глумца у ТВ серији, за серију Наркос 2016. године.